# Leonard B. Jordan
Leonard Beck Jordan (15 mai 1899-30 juin 1983) est un homme politique américain qui est le 23e gouverneur de l'Idaho et sénateur des États-Unis pendant plus de dix ans.

## Jeunesse et éducation
Né à Mount Pleasant, dans l'Utah, le père de Jordan est juge de comté et sa mère est institutrice. La famille déménage dans le nord-est de l'Oregon et il est éduqué dans les écoles publiques d'Enterprise, le siège du comté de Wallowa.
Issu d'une famille nombreuse, Jordan travaille dans un ranch puis s'engage dans l'armée américaine à l'âge de 18 ans en 1917. Après deux ans de service, il fréquente l'Université de l'Oregon grâce à une bourse de football et joue demi-arrière pour les Webfoots,. Jordan obtient son diplôme en 1923 et reçoit est membre de Phi Beta Kappa. Il épouse sa camarade de classe Grace Edington le 30 décembre 1924.

## Carrière
Jordan est nommé sous-lieutenant dans l'armée américaine pendant la Première Guerre mondiale, mais n'a pas servi à l'étranger. Après l'université, il devient éleveur de moutons à Hells Canyon dans l'Idaho pendant la Grande Dépression à Kirkwood Bar, puis s'installe à Grangeville en 1940, où il crée une entreprise de matériel agricole, une agence immobilière et un concessionnaire automobile.
Jordan est élu au Sénat de l'Idaho en 1946, mais perd son siège en 1948.

### Gouverneur (1951-1955)
Jordan se présente avec succès au poste de gouverneur en 1950,,
Au cours de son mandat de quatre ans, les machines à sous sont interdites ; les services d'emploi, de chômage et de formation professionnelle sont fusionnés ; et la commission des autoroutes de l'État est créée. Jordan ne se représente pas en 1954 car cela n'est pas autorisé à l'époque. À partir des élections de 1946, l'Idaho passe d'un mandat de deux à quatre ans pour le gouverneur, mais interdit la réélection. Le successeur de Jordan au poste de gouverneur est l'ancien procureur général, Robert Smylie (en), qui fait pression avec succès sur la législature de 1955 pour proposer un amendement à la constitution de l'État afin de permettre la réélection du gouverneur, qui est approuvé par les électeurs lors des élections générales de 1956,. Smylie est réélu en 1958 et 1962, et brigue un quatrième mandat en 1966, mais est battu aux primaires.
En 1955, Jordan est nommé par le président Eisenhower président de la section américaine de la Commission mixte internationale avec le Canada.

## Sénateur américain
En août 1962, Jordan est nommé au Sénat américain par le gouverneur Smylie, après le décès d'Henry Dworshak en juillet,. En novembre, Jordan bat la députée démocrate Gracie Pfost de Nampa lors de l'élection spéciale pour terminer les quatre années restantes du mandat,.
Jordan est élu pour un mandat complet en 1966, battant l'ancien membre du Congrès démocrate Ralph R. Harding de Blackfoot.

## Héritage et mort
Un immeuble de bureaux d'État à Boise, près du Capitole de l'État, est nommé en son honneur en décembre 1973,,. Jordan est décédé à l'âge de 84 ans à Boise le 30 juin 1983, et sa femme est décédée deux ans plus tard. Ils sont enterrés au Cloverdale Memorial Park, dans l'ouest de Boise.
Sa fille Patricia (1927–2010) a épousé Charles F. Story, Jr. (1926–2014) de Spokane en 1951 et ils vivent ensuite à Boise.